# Lista över gurkväxternas släkten
Detta är en lista över släkten i familjen gurkväxter alfabetiskt ordnad efter de vetenskapliga namnen.

## A
| Vetenskapligt namn | Auktor   | Svenskt namn | Källa |
| ------------------ | -------- | ------------ | ----- |
| Abobra             | Naudin   |              | SKUD  |
| Acanthosicios      | Hook.f.  |              | SKUD  |
| Actinostemma       | Griff.   |              | IPNI  |
| Alsomitra          | M.Roem.  |              | IPNI  |
| Ampelosicyos       | Thou.    |              | IPNI  |
| Anacaona           | Alain    |              | IPNI  |
| Apatzingania       | Dieterle |              | IPNI  |
| Apodanthera        | Arn.     |              | ITIS  |

## B
| Vetenskapligt namn | Auktor   | Svenskt namn    | Källa |
| ------------------ | -------- | --------------- | ----- |
| Bambekea           | Cogn.    |                 | IPNI  |
| Benincasa          | Savi     |                 | ITIS  |
| Biswarea           | Cogn.    |                 | IPNI  |
| Bolbostemma        | Franquet |                 | IPNI  |
| Brandegea          | Cogn.    |                 | ITIS  |
| Bryonia            | L.       | hundrovesläktet | NRM   |

## C
| Vetenskapligt namn | Auktor           | Svenskt namn        | Källa |
| ------------------ | ---------------- | ------------------- | ----- |
| Calycophysum       | Karst.&Triana    |                     | IPNI  |
| Cayaponia          | Silva Manso      |                     | ITIS  |
| Cephalopentandra   | Chiov.           |                     | IPNI  |
| Ceratosanthes      | Burm. ex Adans.  |                     | IPNI  |
| Chalema            | Dieterle         |                     | IPNI  |
| Cionosicyos        | Benth.&Hook.f.   |                     | IPNI  |
| Citrullus          | Schrad.          | vattenmelonssläktet | NRM   |
| Coccinia           | Wight & Arn.     |                     | SKUD  |
| Cogniauxia         | Baill.           |                     | IPNI  |
| Corallocarpus      | overifierad      |                     | ITIS  |
| Cremastopus        | Paul G.Wilson    |                     | IPNI  |
| Ctenolepis         | Benth. & Hook.f. |                     | ITIS  |
| Cucumella          | Chiov.           |                     | IPNI  |
| Cucumeropsis       | Naudin           |                     | ITIS  |
| Cucumis            | L.               | gurksläktet         | NRM   |
| Cucurbita          | L.               | pumpasläktet        | NRM   |
| Cucurbitella       | Walp.            |                     | IPNI  |
| Cuscuta            | L.               |                     | SKUD  |
| Cyclanthera        | Schrad.          | ringrevesläktet     | SKUD  |
| Cyclantheropsis    | Harms            |                     | IPNI  |

## D
| Vetenskapligt namn | Auktor                | Svenskt namn | Källa |
| ------------------ | --------------------- | ------------ | ----- |
| Dactyliandra       | Hook.f.               |              | IPNI  |
| Dendrosicyos       | Balf.f.               |              | IPNI  |
| Dicaelospermum     | C.B.Clarke            |              | IPNI  |
| Dieterlea          | E.J.Lott              |              | IPNI  |
| Diplocyclos        | (Endl.) Post & Kuntze |              | SKUD  |
| Doyerea            | Gros.                 |              | ITIS  |

## E
| Vetenskapligt namn | Auktor       | Svenskt namn       | Källa |
| ------------------ | ------------ | ------------------ | ----- |
| Ecballium          | A.Rich.      | sprutgurkessläktet | NRM   |
| Echinocystis       | Torr.&A.Gray | taggrevesläktet    | NRM   |
| Echinopepon        | Naud.        |                    | ITIS  |
| Edgaria            | C.B.Clarke   |                    | IPNI  |
| Elateriopsis       | Ernst        |                    | IPNI  |
| Eureiandra         | Hook.f.      |                    | IPNI  |

## F
| Vetenskapligt namn | Auktor | Svenskt namn | Källa |
| ------------------ | ------ | ------------ | ----- |
| Fevillea           | L.     |              | SKUD  |

## G
| Vetenskapligt namn | Auktor                | Svenskt namn | Källa |
| ------------------ | --------------------- | ------------ | ----- |
| Gerrardanthus      | Harv. ex Benth.&Hook. |              | IPNI  |
| Gomphogyne         | Griff.                |              | IPNI  |
| Gurania            | Cogn.                 |              | IPNI  |
| Guraniopsis        | Cogn.                 |              | IPNI  |
| Gymnopetalum       | Arn.                  |              | IPNI  |
| Gynostemma         | Blume                 |              | IPNI  |

## H
| Vetenskapligt namn | Auktor                | Svenskt namn | Källa |
| ------------------ | --------------------- | ------------ | ----- |
| Halosicyos         | Mart.Crov.            |              | IPNI  |
| Hanburia           | Seem.                 |              | IPNI  |
| Helmontia          | Cogn.                 |              | IPNI  |
| Helmsleya          | Cogn. ex Forb.&Hemsl. |              | IPNI  |
| Herpetospermum     | Wall.                 |              | IPNI  |
| Hodgsonia          | Hook.f.&Thomson       |              | ITIS  |

## I
| Vetenskapligt namn | Auktor     | Svenskt namn | Källa |
| ------------------ | ---------- | ------------ | ----- |
| Ibervillea         | Greene     |              | SKUD  |
| Indofevillea       | Chatterjee |              | IPNI  |

## K
| Vetenskapligt namn | Auktor | Svenskt namn    | Källa |
| ------------------ | ------ | --------------- | ----- |
| Kedrostis          | Medik. | rynkrevesläktet | SKUD  |

## L
| Vetenskapligt namn | Auktor   | Svenskt namn        | Källa |
| ------------------ | -------- | ------------------- | ----- |
| Lagenaria          | Ser.     | flaskkurbitssläktet | NRM   |
| Lemurosicyos       | Keraudr. |                     | IPNI  |
| Luffa              | Mill.    | luffasläktet        | SKUD  |

## M
| Vetenskapligt namn | Auktor     | Svenskt namn      | Källa |
| ------------------ | ---------- | ----------------- | ----- |
| Marah              | Kellogg    |                   | SKUD  |
| Melancium          | Naudin     |                   | IPNI  |
| Melothria          | L.         | melotgurkssläktet | SKUD  |
| Melothrianthus     | Mart.Crov. |                   | IPNI  |
| Microsechium       | Naudin     |                   | IPNI  |
| Momordica          | L.         |                   | SKUD  |
| Muellerargia       | Cogn.      |                   | IPNI  |
| Mukia              | Arn.       | mukrevssläktet    | SKUD  |
| Myrmecosicyos      | C.Jeffrey  |                   | IPNI  |

## N
| Vetenskapligt namn | Auktor    | Svenskt namn | Källa |
| ------------------ | --------- | ------------ | ----- |
| Neoalsomitra       | Hutch.    |              | IPNI  |
| Nothoalsomitra     | I.Telford |              | IPNI  |

## O
| Vetenskapligt namn | Auktor              | Svenskt namn | Källa |
| ------------------ | ------------------- | ------------ | ----- |
| Odosicyos          | M.Keraudren-Aymonin |              | IPNI  |
| Oreosyce           | Hook.f.             |              | IPNI  |

## P
| Vetenskapligt namn | Auktor       | Svenskt namn | Källa |
| ------------------ | ------------ | ------------ | ----- |
| Parasicyos         | Dieterle     |              | IPNI  |
| Penelopeia         | Urb.         |              | IPNI  |
| Pepo               | Miller       |              | IPNI  |
| Peponium           | Engl.        |              | IPNI  |
| Peponopsis         | Naudin       |              | IPNI  |
| Posadaea           | Cogn.        |              | IPNI  |
| Praecitrullus      | Stocks       |              | SKUD  |
| Pseudocyclanthera  | Mart.Crov.   |              | IPNI  |
| Pseudosicydium     | Harms        |              | IPNI  |
| Psiguria           | Neck ex Arn. |              | ITIS  |
| Pteropepon         | Cogn.        |              | IPNI  |
| Pterosicyos        | Brandegee    |              | IPNI  |

## R
| Vetenskapligt namn | Auktor     | Svenskt namn | Källa |
| ------------------ | ---------- | ------------ | ----- |
| Raphidiocystis     | Hook.f.    |              | IPNI  |
| Ruthalicia         | C.Jeffrey  |              | IPNI  |
| Rytidostylis       | Hook.&Arn. |              | IPNI  |

## S
| Vetenskapligt namn | Auktor   | Svenskt namn    | Källa |
| ------------------ | -------- | --------------- | ----- |
| Schizocarpum       | Schrad.  |                 | IPNI  |
| Schizopepon        | Maxim.   |                 | IPNI  |
| Sechiopsis         | Naudin   |                 | IPNI  |
| Sechium            | P.Br.    |                 | ITIS  |
| Selysia            | Cogn.    |                 | IPNI  |
| Seyrigia           | Keraudr. |                 | IPNI  |
| Sicana             | Naud.    |                 | ITIS  |
| Sicydium           | Schltdl. |                 | IPNI  |
| Sicyos             | L.       | hårgurkssläktet | NRM   |
| Sicyosperma        | Gray     |                 | ITIS  |
| Siolmatra          | Baill.   |                 | IPNI  |
| Siraitia           | Merr.    |                 | IPNI  |
| Skottsbergiliana   | St.John  |                 | IPNI  |
| Solena             | Lour.    |                 | IPNI  |

## T
| Vetenskapligt namn | Auktor           | Svenskt namn     | Källa |
| ------------------ | ---------------- | ---------------- | ----- |
| Tecunumania        | Standl.&Steyerm. |                  | IPNI  |
| Telfairia          | Hook.            |                  | SKUD  |
| Thladiantha        | Bunge            | berggurkssläktet | NRM   |
| Trichosanthes      | L.               | hårgurkssläktet  | SKUD  |
| Tricyclandra       | Keraudr.         |                  | IPNI  |
| Trochomeria        | Hook.f.          |                  | IPNI  |
| Trochomeriopsis    | Cogn.            |                  | IPNI  |
| Tumamoca           | Rose             |                  | ITIS  |

## V
| Vetenskapligt namn | Auktor | Svenskt namn | Källa |
| ------------------ | ------ | ------------ | ----- |
| Vaseyanthus        | Cogn.  |              | IPNI  |

## W
| Vetenskapligt namn | Auktor      | Svenskt namn | Källa |
| ------------------ | ----------- | ------------ | ----- |
| Wilbrandia         | Silva Manso |              | IPNI  |

## X
| Vetenskapligt namn | Auktor  | Svenskt namn | Källa |
| ------------------ | ------- | ------------ | ----- |
| Xerosicyos         | Humbert |              | IPNI  |

## Z
| Vetenskapligt namn | Auktor   | Svenskt namn   | Källa |
| ------------------ | -------- | -------------- | ----- |
| Zanonia            | L.       |                | IPNI  |
| Zehneria           | Endl.    | pilrevesläktet | SKUD  |
| Zombitsia          | Keraudr. |                | IPNI  |
| Zygosicyos         | Humbert  |                | IPNI  |

## Auktorkällor
- IPNI - International Plant Names Index
- ITIS - Integrated Taxonomic Information System
- NRM - Naturhistoriska riksmuseets checklista
- SKUD - Svensk kulturväxtdatabas